# Либрович, Сигизмунд Феликсович
Сигизмунд Феликсович Либрович (пол. Zygmunt Librowicz, 15 августа 1855, Варшава — 23 декабря 1918, Петроград) — русский писатель, историк, журналист, просветитель, по происхождению польский еврей.

## Биография
После окончания русской гимназии в Варшаве, продолжил образование в Хемницком высшем техническом институте в Саксонии и политехнической академии в Дрездене.
С 1875 г. проживал в Санкт-Петербурге. Более сорока лет проработал в книготорговой и издательской фирме М. О. Вольфа (с 1882 г. — «Товарищество М. О. Вольфа»).
С 1876 г. — секретарь редакции журнала для детей и юношества «Задушевное слово», в 1880—1882 г. совмещал секретарскую работу с аналогичной в журнале для специалистов-полиграфистов «Обзор графических искусств».
Исполнял обязанности секретаря по изданию 19-томной «Живописной России» с самого её основания в 1879 г. и до окончания издания.
Сотрудничал также с редакциями петербургских газет и журналов «Луч» (1896—1897), «Новый мир». С 1897 г. был фактическим редактором журнала «Известия книжных магазинов товарищества М. О. Вольфа по литературе, науке и библиографии».
Скончался в Александровской больнице Петрограда, похоронен на Смоленском кладбище.

## Творчество

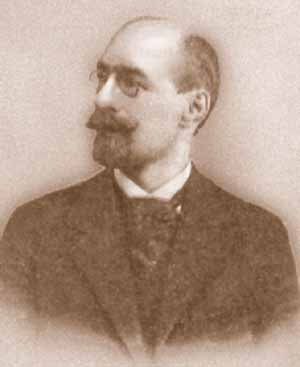
Л. Ф. Либрович

Автор статей и заметок на русском, польском и немецком языках о театре, истории литературы, польском вопросе, русско-польских связей, а также книг по истории книги и ряда исторических произведений, в том числе для детей.
С 1909 г. занимался выпуском серии «Задушевное воспитание» (приложение к журналу «Задушевное слово»). Перу Либровича принадлежит большинство вышедших брошюр, в том числе «Детский смех», «Книга как подарок детям», «Что нужно знать родителям», «Великий народный педагог» (о русском языке) и др.
Первые книги Либровича вышли на немецком и польском языках, это очерк о творчестве популярной в то время немецкой романистки Е. Йон — «Die Marlitt» (1878).

## Избранные произведения
- Пушкин в портретах (1890)
- Польские портреты Мицкевича (1890)
- 100 русских литераторов[6] (1891)
- Разбитые жизни (1898)
- Царь в плену[7] (1904)
- Неполомицкий царевич[8] (1903)
- Петр Великий и женщины (1904)
- Не русская кровь в русских писателях (1905)
- Царь или не царь (1911)
- Император под запретом (1912)
- История книги в России (1913—1915)
- Мишурные карьеры (1902)
- Книга — университет для всех (1916)
- Соперник царя Михаила Федоровича Романова
- Царица Агафия Семеновна. Записки вельможной панны
- Загадочный фельдмаршал русской армии
- Необыкновенный рубль
  - книги для детей и юношества:
- Гроза гимназии (1892)
- Семнадцать дочерей (1898)
- Приготовишки и старшеклассники (1902)
- Звенья добра (1903)
- Майские союзы (1902)
- Сказки солнечного луча (1909)
- Каменный мальчик (1912)
- Судьба дофина (1917)
- Царевич Ивашка (1918)

Либровичем написано также несколько сотен кратких научно-популярных жизнеописаний деятелей культуры, науки, путешественников, военачальников. Большинство из них объединены в сборниках:
- Русские Колумбы и Робинзоны (1903)
- Русские первенцы (1908)
- Русские изобретатели (1908)
- Знаменитые русские девушки (1909)
- Замечательные русские мальчики (1912,1913)
- Русские самородки и самоучки (1913)
- Русские светила науки (1913)
- Юные русские герои (1914)
- Знаменитые исследователи русской земли (1916) и др.

По-польски напечатал:
- Shylock. Studium o listach Żyda do chrześcijanki (1876)
- Zaczarowany szlafrok. Głupstwo sceniczne w 1 akcie (1877)
- Polacy w Syberji[9] (1884) и др.

По-немецки напечатал:
- Ueber den Kuss das Küssen (Hamburg, 1877)

## Семья
В браке с Евдокией Русаковой имел троих детей:
- сыновей Виктора и Леонида (оба стали геологами)
- дочь Клодину.